# Puccinia ruizensis
Puccinia ruizensis är en svampart som beskrevs av Mayor 1913. Puccinia ruizensis ingår i släktet Puccinia och familjen Pucciniaceae.   Inga underarter finns listade i Catalogue of Life.